# 일리얀 미찬스키
일리얀 미찬스키(불가리아어: Илиян Мицански, 1985년 12월 20일 ~ )는 불가리아의 전 축구 선수로 현역 시절 포지션은 공격수였으며 K리그 등록명은 일리안이였다.

## 선수 시절

### 클럽
2003년 피린 블라고예프그라드에서 데뷔하여 2004-05 시즌까지 37경기 21골을 몰아쳤고 특히 2004-05 시즌 자국 2부 리그에서 29경기 21골로 스파르타크 플레벤의 게오르기 게오르기예프와 함께 공동 득점왕에 오르며 팀의 리그 3위 입상 및 차기 시즌 1부 리그 승격에 기여했다.
그 후 폴란드 엑스트라클라사의 레흐 포즈난 소속으로 2006-07 폴란드컵 준우승을 경험했고 자그웽비에 루빈 소속으로는 2008-09 시즌 공식전 34경기 30골을 터뜨렸고 특히 2008-09 시즌 폴란드 2부 리그 31경기 26골로 단독 득점왕에 오르며 리그 준우승 및 1부 리그 승격에 크게 이바지했으며 2009-10 엑스트라클라사에서도 27경기 14골로 레흐 포즈난의 로베르트 레반도프스키에 이어 득점 랭킹 2위에 오르는 기염을 토하는 등 2시즌동안 62경기 45골을 터뜨렸다.
그리고 독일 2. 분데스리가의 카를스루에 SC 소속으로 2시즌간(2013-14, 2014-15) 공식전 52경기 10골을 기록하며 팀의 2014-15 시즌 2부 리그 3위 및 승강 플레이오프 진출에 일조했으나 승강 플레이오프에서 함부르크 SV에 패하며 분데스리가 승격에 실패했다.
이후 2014-15 시즌을 마친 뒤 일본 J1리그의 시미즈 에스펄스로 이적한 정대세의 대체 선수로 대한민국 K리그1의 수원 삼성 블루윙즈에 영입되며 처음으로 아시아 무대를 밟았지만 새로운 리그와 국가에 적응하는데 상당히 애를 먹었고 설상가상으로 잔부상에까지 시달린 끝에 8경기 무득점이라는 처참한 성적에 그치면서 결국 수원과의 계약을 해지했다.
그 후 레프스키 소피아, 코로나 키엘체, 슬라비아 소피아 등에서 활동하다가 2018-19 시즌을 끝으로 302경기 115골의 기록을 남기고 16년간의 현역 생활을 청산했다.

### 국가대표팀
2010년 8월 11일 불가리아 A대표팀 소속으로 러시아와의 친선 경기에서 국제 A매치 데뷔전을 치렀고 2012년 5월 26일 네덜란드와의 친선 경기에서 A매치 데뷔골을 터뜨렸다.
그 후 UEFA 유로 2016 예선에도 출전하여 아제르바이잔과의 H조 조별리그 1차전에서 득점을 기록했으나 팀은 1-2로 패했고 이후 열린 이탈리아와의 5차전에서도 팀의 2번째 골을 터뜨리며 2-2 무승부에 일조했으나 이탈리아와의 5차전을 마지막으로 더 이상 국가대표팀에 발탁되지 못했다.